# Heinrich Trumheller
Heinrich Trumheller (Nal'čik, 1º luglio 1972) è un ex ciclista su strada tedesco, professionista dal 1992 al 2000. Nel 1992 ottenne la principale vittoria in carriera, divenendo campione nazionale tedesco nella prova in linea.

## Palmarès

### Strada
- 1991 (dilettanti)

Köln-Schuld-Frechen
Classifica generale Okolo Slovenska
- 1992 (Helvetia, una vittoria)

Campionati tedeschi, Prova in linea
- 1997 (Schauff-Frogdesign, due vittorie)

6ª tappa Tour du Loir-et-Cher (Blois > Blois)
5ª tappa, 2ª semitappa Sachsen-Tour International (Freital)
- 2000 (Team Nürnberger, una vittoria)

3ª tappa Sachsen-Tour International

## Piazzamenti

### Grandi Giri
- Giro d'Italia

1995: 93º

### Classiche monumento
- Milano-Sanremo

1993: 34º
1994: 161º
- Liegi-Bastogne-Liegi

1993: 61º
1994: 41º
- Giro di Lombardia

1993: 28º